# 瑞安·赫拉芬贝赫
瑞安·吉羅·赫拉芬贝赫（荷蘭語：Ryan Jiro Gravenberch；2002年5月16日—）是一名荷兰足球运动员，司职中场或防守中場，现效力于英超球隊利物浦。他被認為是現今球壇最出色的年輕中場之一，以传球、盘带能力著称。

## 俱乐部生涯
2010年，赫拉芬贝赫加入了阿贾克斯青训，并在各级梯队中发挥出色。2018年6月7日，赫拉芬贝赫获得了阿贾克斯队史上颁发的第一座艾迪克·諾尼奖杯，该奖主要用于颁发给目前效力于阿贾克斯的最有天赋的阿贾克斯青训球员。在他获奖的当天，赫拉芬贝赫与阿贾克斯签下了他人生中的第一份职业合同，他将在2021年前继续留在这家荷甲班霸。2018年8月24日，赫拉芬贝赫在阿贾克斯青年队5-2大胜多德勒支的荷乙比赛中上演了职业生涯首秀。
2018年9月23日，赫拉芬贝赫在阿贾克斯0-3惨败PSV燕豪芬的荷甲比赛中完成了一线队首秀。以16岁130天的年龄，赫拉芬贝赫打破了荷兰传奇西多夫所创造的16岁242天的记录，就此成为了阿贾克斯队史上在荷甲出场最年轻的球员。
2020年11月25日，赫拉芬贝赫在阿贾克斯3-1击败中日德兰的欧冠比赛中打进了一粒进球，这也是他的欧冠首球。

## 国家队生涯
赫拉芬贝赫是一名荷兰青年国脚。2018年9月5日，以仅16岁的年龄，他已为荷兰U-19首次登场，但球队在这场友谊赛中1-4输给了英格兰U-19。
2020年11月，赫拉芬贝赫首次被荷兰成年国家队征召，但并没有获得出场机会。

## 个人生活
赫拉芬贝赫出生在荷兰首都阿姆斯特丹，拥有蘇里南血统。赫拉芬贝赫的哥哥丹泽尔·赫拉芬贝赫同样是一名足球运动员。

## 生涯数据

### 俱乐部
最後更新：2021年2月28日
| 俱乐部         | 赛季     | 联赛     | 联赛 | 联赛 | 荷兰杯 | 荷兰杯 | 欧战 | 欧战 | 其他 | 其他 | 合计 | 合计 |
| 俱乐部         | 赛季     | 联赛等级 | 出场 | 进球 | 出场   | 进球   | 出场 | 进球 | 出场 | 进球 | 出场 | 进球 |
| -------------- | -------- | -------- | ---- | ---- | ------ | ------ | ---- | ---- | ---- | ---- | ---- | ---- |
| 阿贾克斯青年队 | 2018–19  | 荷乙     | 27   | 2    | —      | —      | —    | —    | —    | —    | 27   | 2    |
| 阿贾克斯青年队 | 2019–20  | 荷乙     | 17   | 6    | —      | —      | —    | —    | —    | —    | 17   | 6    |
| 阿贾克斯青年队 | 合计     | 合计     | 44   | 8    | —      | —      | —    | —    | —    | —    | 44   | 8    |
| 阿贾克斯       | 2018–19  | 荷甲     | 1    | 0    | 1      | 1      | 0    | 0    | —    | —    | 2    | 1    |
| 阿贾克斯       | 2019–20  | 荷甲     | 9    | 2    | 2      | 1      | 1    | 0    | 0    | 0    | 12   | 3    |
| 阿贾克斯       | 2020–21  | 荷甲     | 21   | 2    | 2      | 0      | 7    | 1    | —    | —    | 30   | 3    |
| 阿贾克斯       | 合计     | 合计     | 31   | 4    | 5      | 2      | 8    | 1    | 0    | 0    | 44   | 7    |
| 生涯合计       | 生涯合计 | 生涯合计 | 75   | 12   | 5      | 2      | 8    | 1    | 0    | 0    | 88   | 15   |

## 荣誉

### 俱乐部
阿贾克斯
- 荷兰足球甲级联赛冠军：2018–19，2020-21，2021-22
- 荷兰杯冠军：2018–19，2020-21
- 克魯伊夫盾冠军：2019

拜仁慕尼黑
- 德國足球甲级聯赛冠軍：2022–23
- 德國超級盃冠軍：2022

利物浦
- 英格兰足球超级联赛冠軍：2024–25
- 英格蘭聯賽盃冠军 ：2023–24

### 国家队
荷兰U-17
- U-17欧锦赛冠军：2018（英语：2018 UEFA European Under-17 Championship）

### 个人
- 阿贾克斯未来之星（英语：List of AFC Ajax records and statistics#AFC Ajax prize winners）（艾迪克·諾尼奖）：2018[20]
- 荷蘭足球年度新秀獎：2021
- 阿賈克斯年度最佳青年球員：2021